# Liste der Monuments historiques in Fleury (Moselle)
Die Liste der Monuments historiques in Fleury führt die Monuments historiques in der französischen Gemeinde Fleury auf.

## Liste der Bauwerke
| Bezeichnung                  | Beschreibung                                                                     | Standort               | Kennzeichnung | Schutzstatus | Datum | Bild |
| ---------------------------- | -------------------------------------------------------------------------------- | ---------------------- | ------------- | ------------ | ----- | ---- |
| Kirche Nativité de la Vierge | von 1955 bis 1963 erbaut, Architekten Georges-Henri Pingusson und Robert Rinieri | Rue de l’Église (Lage) | PA57000029    | Inscrit      | 2006  |      |